# Miroslav Grčev

Actual bandera de Macedonia del Norte, diseñada por Miroslav Grčev

Miroslav Grčev (en macedonio: Мирослав Грчев; Escopia, 1955) es un arquitecto, diseñador gráfico, y caricaturista macedonio. Célebre por haber diseñado la actual bandera de Macedonia del Norte, y por proponer el nuevo y actual escudo de armas del país.
Grčev nació en Skopie, Yugoslavia, y comenzó a interesarse en el diseño gráfico a mediados de los años setenta, cuándo trabajaba diseñando LP. En 1979, se graduó de la Facultad de Arquitectura en Skopie. Actualmente imparte clases de planificación urbana en la misma facultad de donde egresó.
Grčev fue alcalde del municipio central de Centar, Skopie entre 1996 y 2000, en representación de la Unión Socialdemócrata de Macedonia. Es uno de los más acérrimos críticos de la política de identidad de "antiquización" y del plan urbano asociado Skopie 2014, llevado a cabo por los gobiernos macedonios posterior a 2006.
El 26 de diciembre de 2014,  presentó su colección de artículos, publicados entre 2006 y 2014, bajo el título de „Името на злото“ ("El Nombre del Mal").